# Sabina Sciubba

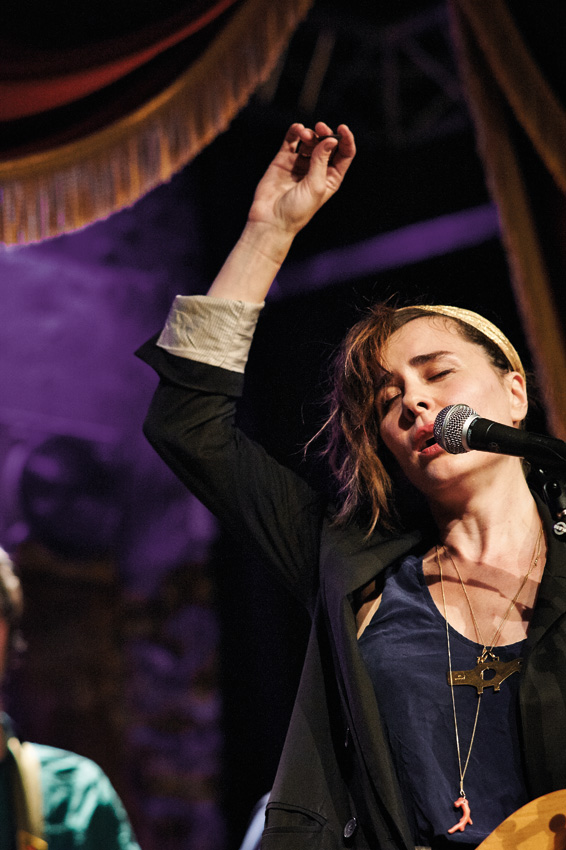
Sabina Sciubba

Sabina Margrit Sciubba (* 23. Februar 1975 in Rom) ist eine deutsch-italienische Sängerin, Songschreiberin und Schauspielerin. Sie wurde als Frontfrau der Band Brazilian Girls bekannt. Unter dem Namen Sabina hat sie Soloalben sowie Soundtracks und Jazzplatten mit anderen Künstlern veröffentlicht. Sie betätigt sich auch als Illustratorin und hat animierte Kurzfilme erstellt.

## Leben und Herkunft
Sabina Sciubba wurde 1975 in Rom als Tochter der Berliner Malerin und Künstlerin Hannelore Jüterbock (1938–2018) und eines Römers geboren. Sie lebte bis zum Alter von fünf Jahren in Rom und zog dann mit ihrer Mutter und ihrem Bruder, dem Flamenco-Gitarristen El Sciubba nach Bayern. Bis zum Ende ihrer Schulzeit wohnte die Familie vor allem in Allmannshausen-Berg am Starnberger See, wo ihre Mutter bis zu ihrem Tod 2018 lebte und ein Atelier besaß. Den Umzug von Rom nach Deutschland beschrieb Sciubba als positiven Kulturschock.
Die umtriebige Art der Mutter prägten die kleine Familie, die sowohl künstlerisch als auch politisch aktiv war. Sie pendelten zwischen Rom, München und Frankreich. Nach Abschluss der Schule studierte Sciubba Gesang, erst an der MHS Graz und dann am Richard-Strauss-Konservatorium. Nach ersten Konzerten zog sie zunächst mit ihrer Mutter nach Nizza und dann nach Paris. Von 1999 bis 2009 lebte sie in New York City.

## Laufbahn
Sciubba erkannte ihr Faible für Gesang früh und bildete sich als Jazz-Sängerin aus, ein Schwerpunkt bildete der Vokaljazz. In München hatte sie u. a. Auftritte im Unterfahrt und im Café Giesing. Sie ist Trägerin des Förderpreises für Musik des Kulturreferats der Stadt München, dem Tassilopreis der SZ und Gewinnerin des „Concorso Internationale di Musica Libera a Roma“. Eine Zeit lang arbeitete Sciubba als Darstellerin in der deutschen Seifenoper Marienhof. In der TV-Serie mimte sie 15 Folgen lang eine karriereorientierte Rocksängerin, die für den Erfolg alles tut. Dennoch blieb sie vor allem der Musik treu und wurde für ihre Duo-Einspielungen aus New Yorker Zeit mit Paulo Cardoso, Chris Anderson und Antonio Forcione von der Kritik gelobt. Antonio Forcione war es auch, der sie im Alter von 19 Jahren in Hamburg entdeckte und für das gemeinsame Album Meet Me In London gewann.

### Anfänge bei den Brazilian Girls und Debüt „Brazilian Girls“ 2005
Nach ihrer Rückkehr aus Brasilien hatte sie sich in New York mit dem argentinischen Keyboarder Didi Gutman zusammengetan und war eine Art Haussängerin des East-Village-Szeneclubs „[NuBlu]“ geworden. Bei den sonntäglichen Jamsessions stießen der Bassist Jesse Murphy und Drummer Aaron Johnston dazu, die unter anderem bei Harry Belafonte, David Byrne und John Scofield gearbeitet hatten; man verstand sich unmittelbar, Sabina beschrieb es als „gleich spürbare Energie in der Gruppe“, weswegen sie intuitiv sicher war, dass etwas Besonderes entstehen würde. Aus wilden Improvisationen formte sich ein Bandkonzept. Inspiriert von Brasilien, seiner Kultur und seiner Musik nannte man sich Brazilian Girls, eine scherzhafte Bezeichnung und irreführend zugleich, ist doch Sabina das einzige weibliche Bandmitglied und keiner der vier Bandmitglieder brasilianischer Abstammung (Gutman ist Argentinier, Murphy und Johnston US-Amerikaner). David Byrne wurde bei einem ihrer frühen Konzerte im NuBlu auf sie aufmerksam und kollaborierte mit ihnen auf einem Stück. Philip Glass, der sie ebenfalls im NuBlu entdeckte, nahm mit der Band eine erste Mini-CD auf, die dem Produzenten Ron Goldstein, Chef des Labels Verve zugespielt wurde. Goldstein fühlte sich ermuntert, mit der Band ein ganzes Album mit dem Titel Brazilian Girls aufzunehmen, welches 2005 auf Verve erschien und sich für ein Alternatives Album sehr gut verkaufte. Der Vibe des Albums war loungy, entspannt und eher elektronisch-chillig.

### 2007 – Talk to la Bomb
2007 und 2008 tourte die Band weltweit, dabei entstand nach dem sehr entspannten Debüt der Nachfolger namens Talk to la Bomb, die mit ihrer Single Jique ein großer Erfolg für die Band wurde. War das erste Album noch vom Jazz stärker beeinflusst, kreuzten sich nun Acid Jazz mit Chanson, Latin- und Punk- sowie Funkversatzstücke, ergänzt um Tango. Das Album war deutlich verdichteter und von der Energieentladung auf der Tournee geprägt. Stilbildend war erneut Sabinas eklektischer und kreativer Umgang mit Sprache, bei dem das Englische meistens das Gerüst der einzelnen Songs bildet, aber die künstlerische und kulturelle Identität Sciubbas durch Deutsch, Italienisch, Französisch und Portugiesisch mehr als nur verziert wird, sondern erweitert wird. Ganze Songs werden auch in Fremdsprache gesungen (bspw. auf dem ersten Album „Die Gedanken sind frei“ oder „Me gustas cuando callas“). Besonders typisch ist jedoch die plötzliche Vermischung von Sprachen im gleichen Satz, wie bspw. „für Dich habe ich eine Faiblesse“ oder „jedes Mal that we are together“ im Lied „Jique“. Vielsprachigkeit und eine multikulturelle Identität macht Sabina Sciubba als auch die Brazilian Girls aus und bildet die unverwechselbare Identität und Sound der Band. Sabinas polyglotte Texte fügen sich hervorragend in den kulturellen Schmelztiegel New Yorks ein, wollen aber in erster Linie poetisch und künstlerisch sein.
Medialer Höhepunkt nach der Veröffentlichung von „Talk to la Bomb“ war ein Auftritt in der populären Late Night Show with David Letterman, bei der die Band Jique live darbot. In dieser Zeit experimentierte Sciubba immer offensiver mit ihrem Auftritt und verwendete besonders künstlerische Mode: Sie trug Outfits, die sie selber entwarf oder von mit ihr bekannten Modeschöpfern wie threeasfour, Carolina K und Gemma Kahng. Die Kleidung war manchmal skulptural, teils betont erotisch, teils Liedtexte illustrierend, in jedem Falle aber auffallend und markant. Auch war auffällig, dass sie zu dieser Zeit absichtlich teilweise ihr Gesicht verbarg und die Augen vollständig verband und dem Blick der Zuschauer entzog: Hinter Nylon, hinter Papier oder Masken, die Augen meist nur zu erahnen, woraus ein mysteriöses bis erotisches Spiel mit Identität und Verstecken entstand. Auf dem Album LIVE IN NYC der Brazilian Girls und dem dazugehörigen Video trug sie einen Zensurbalken aus Pappe auf Körper und Gesicht, ein klares Statement während der Bush-Ära, in der die Darstellung von Waffen und Krieg im Fernsehen als unverfänglich erlaubt wurde, aber sexuelle Merkmale wie Busen und vereinzelte Wörter einer Zensur unterlagen. Ein Statement hierzu war auch der Song Pussy, Pussy Marihuana, der wegen der zensierten Vokabeln auf dem Radio nicht gespielt werden konnte und intensiv „gebleept“ werden musste. Fans verstanden den Song teils wörtlich als ein Statement zu Sexualität und Marihuana-Konsum, was aber nicht die ursprüngliche Intention des Textes war, wie Sciubba in Interviews ausführte. In der Kombination der polyglotten Texte, dem tanzbaren Vibe vieler Stücke, dem modisch-künstlerischen Auftritt insbesondere von Sciubba und dem multikulturellen New Yorker Hintergrund vergaben Kritiker das Label „Art Rock Party - Band“. Dadurch wurde ein Kontext zu Epigonen wie Velvet Underground u. a. hergestellt, Erinnerungen zur Sängerin Nico, die auch deutscher Abstammung war, die die Band aber nicht absichtlich bediente.
Neben der Arbeit bei den Brazilian Girls entstand auch weiterhin experimentellere Musik wie der Soundtrack Orgasmic Birth mit John McDowell (2009). Sie erweiterte ihren künstlerischen Ausdruck durch animierte Kurzfilme wie tempi moderni, welches unter dem Label antipaganda minifilm auf YouTube von ihr selbst veröffentlicht wurden. Die Filme sind kritisch-humorige Kommentare auf typisch menschliche Verhaltensweisen.

### 2008 – New York City
Erneut ein Jahr nach dem letzten Album veröffentlichte die Band 2008 bereits ihr drittes Album „New York City“ und entwickelte den typischen Stil der Band weiter. Das Album zeigte lyrisch weitere internationale Bezüge (Berlin, St. Petersburg), Songs wie „Good Times“ stehen für den entspannten, hedonistisch-lebensfrohen und humorigen Lebensstil der Band, hymnenhafte Refrains lädt zum Mitsingen ein. Brazilian Girls blieben dem Alternative Genre weiter verhaftet, die Musik und der kommerzielle Erfolg durchbrach entgegen der Erwartungen nicht die Schallmauer zum Mainstream und ganz großen kommerziellen Erfolg globalen Maßstabs. Die Band wurde unter Insidern lange gehyped als „das nächste große Ding“. Der beständige Zuspruch dieser Jahre und die gesicherte künstlerische Selbständigkeit sind aus heutiger Sicht ein großer Erfolg. Denkbar ist auch, dass Zweifel der Labels an der Vermarktungsfähigkeit der Band dazu beitrugen, das finanzielle Engagement nicht weiter zu vergrößern und deswegen die Popularität nicht weiter stieg. Die Zweifel begründeten sich an der Reichweite polyglotter Texte und der zu Zeiten der Regierung George W. Bush wenig liberalen Haltung außerhalb des New Yorker Raumes; letztlich verweigerten sich die Brazilian Girls auch einer klaren Zuordnung zu den angesagtesten Musikstilen dieser Zeit wie Hip-Hop oder eben Mainstream-Pop, der Wunsch nach kommerziellem Erfolg wurde nicht kompromittiert durch künstlerisch nachlassendes Repertoire. Zeichen der Anerkennung war 2009 die Nominierung für den Grammy in der Kategorie Best Dance Record Grammy Award for Best Dance/Electronic Album, unterlagen hier jedoch dem stärksten Wettbewerber im Feld, dem französischen Duo Daft Punk mit „Alive 2007“.
2008 komponierte Sabina den Song „Bring back the Love“ und „Os Novos Yorkinos“ für Bebel Gilbertos Album Momento. Ebenfalls 2009 schrieben und produzierten Sabina sowie Brazilian Girls Mitgründer Didi Gutman das Baaba Maal Album „Television“. Mit Frederico Aubele veröffentlichte sie „Amatoria“ (2009).

### 2009 – Umzug nach Paris
Nach dem Erfolg von Brazilian Girls und ausgedehnter Tourneen in USA und Europa zog sie 2009 nach Paris. Sie kollaborierte u. a. mit Diego Buongiorno für das Album The Bush mit Fenrir und die Eule sowie Freiheit, unterstützt von der Formation Strings of Amiina. 2009 veröffentlichte sie mit Silence Is Golden eine Single auf Forros in the Dark Album Light a Candle. 2010 trennten sich die Brazilian Girls vorerst.
2011 sang Sciubba im Lincoln Center die Premiere von Goldkind, ein musikalisches Märchen komponiert von Sciubba und Anthony Korf, begleitet von der Riverside Symphony. Sie komponierte für und singt auf Pretty Good Dance Moves 2012 Album Limo. Bei einem Gemeinschaftsprojekt mit Big Gigantic hatte sie 2012 einen Auftritt im Song Love Letters. Mit Sarazino veröffentlichte sie 2012 Everyday Salama.

### 2014 – Solo Debüt „Toujours“
Ab 2012 begann Sabina Sciubba die Komposition und Produktion ihres ersten Solo-Albums zu intensivieren, welches sie auf den Namen „Toujours“ taufte und am 18. Februar 2014 bei Bar None Records und am 23. März 2014 auf Naim Edge veröffentlichte. Ihr Debüt wurde von der Kritik äußerst positiv aufgenommen und zeigte ihre ganze künstlerische Bandbreite. Die Texte des Albums sind sehr persönlich und autobiographisch gefärbt, in jedem Falle aber ihrer eigenen Gedankenwelt vollständig entnommen. Sie spielte Instrumente wie Gitarre, Klavier und Cembalo selbst ein. The Boston Globe (Rebecca Ostriker) nannte Sabina „eine Göttin“. Jon Pareles der New York Times beschrieb sie als nonchalant, flüchtig, kultiviert und absolut hedonistisch. Allmusic nannte „Toujours“ originell, ausgeführt mit viel Humor, warm und funkelnd, betörend von Anfang bis Ende. Q nannte es ein „gedankenvolles Solo Debüt“, die Zeitschrift Uncut „Eine Dietrich für unsere Tage“.
Der britische Künstler Oliver Clegg erschuf im April 2014 ein Video für und mit Sabina für die ausgekoppelte Single „Viva l'amour“, welches aus tausenden von handgezeichneten Bildern von Sabina erzeugt wurde. Sciubba arbeitet mit Unterbrechungen an einem Nachfolgealbum unbekannten Namens.

### 2018 Brazilian Girls – Let's make love
Trotz Gerüchten und der über Facebook bekannt gegebenen Trennung der Band im Jahr 2010, fand sich Brazilian Girls ab 2016 wieder für die Produktion eines neuen Albums zusammen, welches mit Unterstützung zahlreicher Fans im Rahmen einer Crowdfunding-Aktion von PledgeMusic unterstützt wurde. Fans unterstützten die Band finanziell und bekamen im Gegenzug nicht nur das Album, sondern Memorabilia, unterschriebene Platten und auch eigenhändig von Sabina geschriebene Songtexte. Nach langer Produktionszeit wurde das Album am 12. April 2018 bei Six Degree Records unter dem Namen „Let's Make Love“ veröffentlicht, die Single „The Critic“ wurde bereits 2017 aus dem Album ausgekoppelt. Für die Single „Pirates“ wurde ein Video produziert, für den Song „Let's make Love“ führte Sciubba mit Juan Gonzs Regie und zitierte darin visuell ihre früheren Minifilme.
Sabina Sciubba komponierte zudem Soundtracks für diverse Filme wie The Party's Over (mit Philip Seymour Hoffman) und Forty Shades of Blue.

## Verschiedenes
Sciubba spricht Deutsch, Italienisch, Französisch, Englisch und Spanisch fließend sowie etwas Portugiesisch.
Sciubba singt in der Stimmlage Alt. Die Sprachfärbung ist guttural, der Akzent italienisch-deutsch gefärbt, was auch im englischen Gesang leicht durchklingt.
Seit 2016 betätigt sich Sciubba wieder schauspielerisch. Zach Galifianakis, der ihr aus New Yorker NuBlu-Zeit bekannt war, schlug sie für die Rolle der Penelope für die Fernsehkomödie Baskets vor. Sie spielt darin eine französische Frau, die den Clown Chip heiratete, um eine Greencard zu bekommen. Dies referenziert auch humoristisch Sciubbas eigene Probleme mit Visa in ihrer New Yorker Zeit.

## Privates
Sciubba hat einen Sohn (* 2009) und eine Tochter (* 2011). Sie besitzt die deutsche und italienische Staatsbürgerschaft. Der Vater ihrer Kinder ist der Schauspieler Pablo Saavedra de Decker. Sie sangen in einem selbst gedrehten Video gemeinsam Jacques Préverts Pour toi mon Amour  an einem Strand von Guadeloupe. Sie lebt mit ihrer Familie außerhalb von Florenz, tourt weltweit, wobei Schwerpunkt der Konzerte der Brazilian Girls weiterhin die USA sind.